# جاك هايغ
جاك هايغ (بالإنجليزية: Jack Haig)‏ (و. 1993  م) هو راكب دراجة هوائية، من أستراليا.

## سباقات أو مراحل فاز بها
| التاريخ        | السباق                                             | المركز                                          |
| -------------- | -------------------------------------------------- | ----------------------------------------------- |
| 17 مارس 2013   | 2013 Oceania Road Cycling Championships Men U23 RR |                                                 |
| 26 يناير 2014  | داون أندر 2014                                     | الأول في تصنيف أفضل شاب                         |
| 09 فبراير 2014 | طواف هيرالد صن 2014                                |                                                 |
| 15 يونيو 2014  | طواف كوريا 2014                                    |                                                 |
| 03 أغسطس 2014  | 2014 Tour Alsace                                   |                                                 |
| 29 أغسطس 2015  | تور دي أفينير 2015                                 | الثاني في التصنيف العام، التاسع في تصنيف الجبال |
| 01 مايو 2016   | طواف روماندي 2016                                  | السادس في تصنيف أفضل شاب                        |
| 19 يونيو 2016  | طواف سلوفينيا 2016                                 |                                                 |
| 26 فبراير 2017 | طواف أبو ظبي 2017                                  | الرابع في تصنيف أفضل شاب                        |
| 08 أبريل 2017  | طواف إقليم الباسك 2017                             | السادس في تصنيف الجبال                          |
| 30 أبريل 2017  | طواف روماندي 2017                                  | الثالث في تصنيف أفضل شاب                        |
| 18 يونيو 2017  | طواف سلوفينيا 2017                                 |                                                 |
| 01 يناير 2019  | طواف أوقيانوسيا للدراجات 2019                      |                                                 |
| 01 يناير 2021  | طواف أوقيانوسيا للدراجات 2021                      |                                                 |

## روابط خارجية
- جاك هايغ على موقع الاتحاد الدولي للدراجات (الإنجليزية)
- جاك هايغ على موقع أرشيف الدراجات (الإنجليزية)
- جاك هايغ على موقع إحصائيات الدراجات الإحترافية (الإنجليزية)
- جاك هايغ على موقع نسبة الدراجات (الإنجليزية)
- جاك هايغ على موقع CycleBase (الإنجليزية)
- جاك هايغ على موقع أوليمبيديا (الإنجليزية)